# Nyhanga

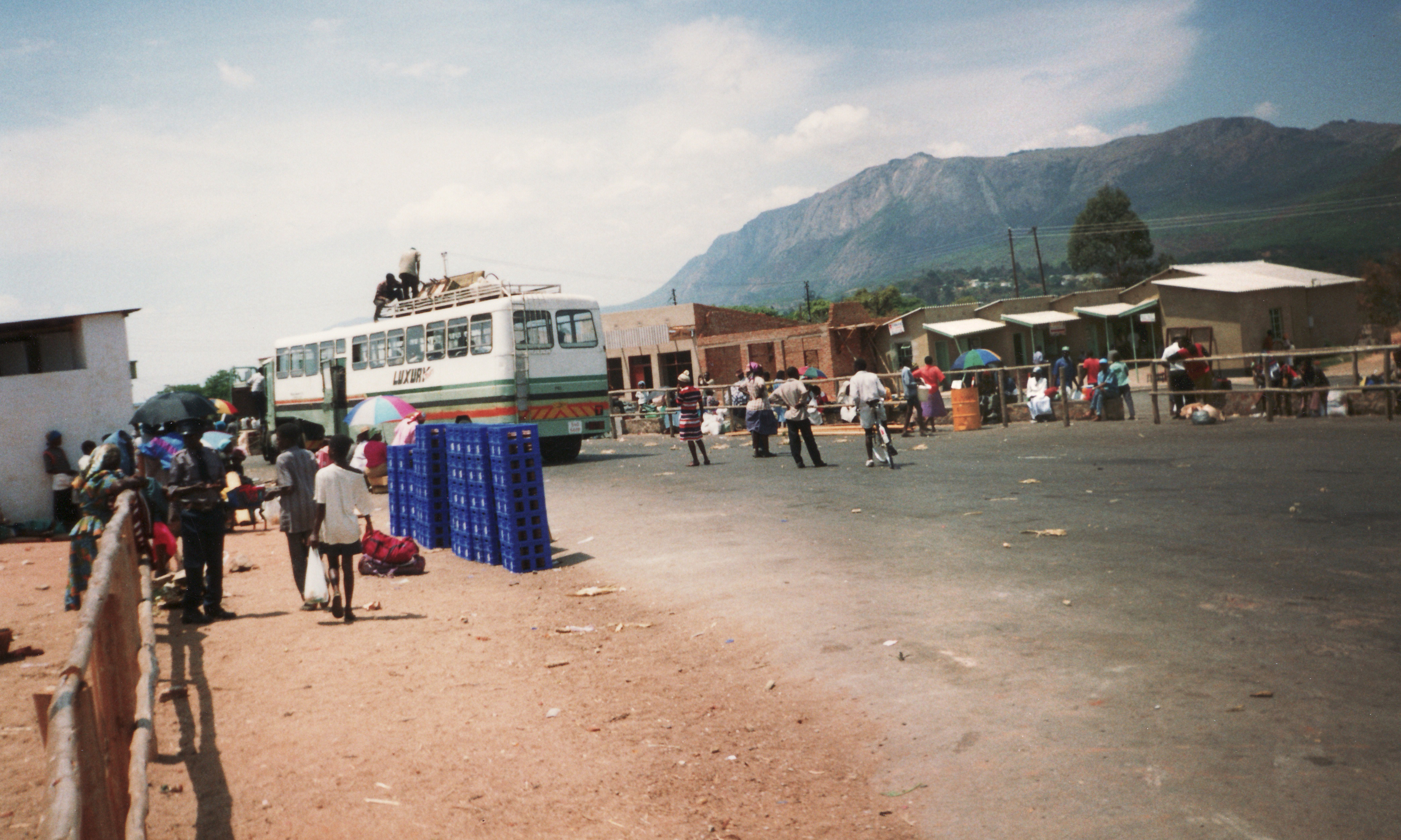

Nyhanga ou Nyanga é uma cidade e sede de distrito com o mesmo nome, da província de Manicalândia, no Zimbábue. A cidade está localizada nas "Montanhas do Leste", a 105 km a norte de Mutare. De acordo com o censo de 1982, a população da cidade ronda 2973 habitantes.
O monte Nyangani, um dos pontos mais altos do país, com 2600 metros de altitude localiza-se a 15 km da cidade.
Nyhanga é um popular destino turístico com campos de golfe e grandes e bonitos resorts. Para além disso, o local é um dos principais centros arqueológicos do Zimbábue. Aqui foram encontrados fortes de pedra e outras pequenas estruturas, terraços e grandes pátios, assim como utensílios do dia a dia, que datam da Idade da Pedra e da Idade do Ferro.
O local alberga também as famosas cataratas Mtarazi, umas quedas de água com mais de 760 metros.